# Орфоэпия
Орфоэ́пия (от др.-греч. ὀρθός «правильный» и ἔπος «речь») — совокупность правил устной и письменной речи, закреплённых в литературном языке. Разные авторы трактуют понятие орфоэпии слегка по-разному, «широкий» подход включает нормы произношения и ударения, правильность использования речевых оборотов в речи и на письме, «узкий» подход исключает ударение из правил орфоэпии.

## История унификации произношения, диалекты
При диффузии латинского языка в новых провинциях Римской империи и при росте разрыва между письменным литературным языком и разговорным произношением появились орфоэпические справочники с перечнем случаев диалектального произношения, расходящегося с орфоэпической нормой.
Века феодализма с его раздробленностью и отсутствием унифицированных литературных языков не знали орфоэпии. Начало орфоэпической унификации можно разглядеть лишь в попытках изгнать из рыцарской поэзии излишне «выпуклые» диалектизмы и создания незначительного, но всё же нормированного и при этом диалектально окрашенного языка поэзии.
Однако, в эпоху формирования единых национальных языков проблема орфоэпии (правильного произношения и нормирования) стала насущной. Борьба за орфоэпическое единство языка была направлена как против местных говоров, так и против узко групповых форм речи. Так например, французские грамматики XVI—XVII веков выступали как против местных диалектизмов, так и против попыток придворной знати создать особое, «своё» произношение.
Позже, к XVIII—XIX веку, установившиеся к тому времени нормы произношения обычно сохраняются, подвергаясь лишь незначительным изменениям в сторону большего сближения с устной речью горожан и устранения некоторых архаизмов, культивировавшихся дворянской верхушкой. Например, в период Великой французской революции получает орфоэпическое закрепление во французском литературном языке произношение дифтонга «oi», как «wa» (вместо «ое́»).
В истории русского литературного языка орфоэпическая норма к началу XX века в основном одержала верх над местными произношениями. Так, исчезло диалектальное произношение на о: «м[о]л[о]дой», «х[о]р[о]шо» вместо литературного «м[ъ]л[ʌ]дой», «х[ъ]р[ʌ]шо» и т. п. Тем не менее, некоторые диалектизмы устойчивы, например, твердое произношение звука «ч» на западе и на востоке, произношение «по́ля», «мо́ря» вместо «поле», «море» — в центре и т. п. Но особенно много случаев, когда нельзя уверенно утверждать, какой из вариантов для литературного языка «правилен». На настоящий момент русская орфоэпия ещё не вполне установилась и продолжает развиваться.
В начале XX века образцовым русским произношением считалось произношение московское, сберегаемое в старинных московских семьях. Однако уже к тому времени стало ясно, что это произношение во многом отстаёт от жизни, и в дальнейшем при диффузии и миграции этносов в Москву оно стало архаикой и для неё. Поэтому каждый день создаются новые, исчезают и меняются старые нормы в орфоэпии. Влияние на этот процесс оказывает сама жизнь, живой язык и меняющаяся культура. В современной русской орфоэпии различают «старшую» и «младшую» нормы в произношении отдельных звуков, звукосочетаний, слов и их форм. «Старшая» норма сохраняет особенности старомосковского произношения. «Младшая» норма отражает особенности современного литературного произношения.

## Нормы литературного языка, относящиеся к орфоэпии
1. Произносительные (состав фонем, их реализация в различных позициях, фонемный состав отдельных морфем)
2. Нормы суперсегментной фонетики (ударение, интонация)
3. Образование вариантных грамматических фонем